# Джон Остін (тенісист)
Джон Остін (англ. John Austin; нар. 31 липня 1957) — колишній американський тенісист.
Найвищу одиночну позицію світового рейтингу — 40 місце досяг 10 серпня, 1981, парну — 52 місце — 4 січня, 1981 року.
Здобув 1 парний титул.
Перемагав на турнірах Великого шолома в змішаному парному розряді.

## Фінали турнірів Великого шолома

### Мікст: 2 (1–1)
| Результат | Рік  | Турнір               | Покриття | Партнер      | Суперники                      | Рахунок            |
| --------- | ---- | -------------------- | -------- | ------------ | ------------------------------ | ------------------ |
| Перемога  | 1980 | Вімблдонський турнір | Трава    | Трейсі Остін | Даянн Фромголтц Марк Едмондсон | 4–6, 7–6(8–6), 6–3 |
| Поразка   | 1981 | Вімблдонський турнір | Трава    | Трейсі Остін | Бетті Стеве Фрю Макміллан      | 6–4, 6–7(2–7), 3–6 |